# Crinometra brevipinna
Crinometra brevipinna is een haarster uit de familie Charitometridae.
De wetenschappelijke naam van de soort werd in 1868 gepubliceerd door Louis François de Pourtalès.